# دوري أبطال أوروبا لكرة اليد 2019–20
دوري أبطال أوروبا لكرة اليد 2019–20 هو الموسم 60 من  دوري أبطال أوروبا لكرة اليد. أقيم خلال الفترة 11 سبتمبر 2019 وحتى 29 ديسمبر 2020، وأشرف على تنظيمه الاتحاد الأوروبي لكرة اليد، وكان عدد الأندية المشاركة فيه  28، وفاز فيه نادي كيل لكرة اليد.